# Русаков, Алексей Владимирович
Алексей Владимирович Русаков — советский хозяйственный и политический деятель.

## Биография
Родился в 1909 году в деревне Сумино. Член КПСС.
Окончил Великолукский педагогический техникум, Ленинградскоэий педагогический институт имени Герцена.
В 1929—1931 гг. — директор Букровской начальной школы, в 1931—1934 гг. — директор Липецкой школы Великолукского района Западной области.
В 1934—1950 гг. — методист Володарского райкома ВЛКСМ, инспектор, старший школьный инспектор Володарского районо, школьный инспектор Свердловского районо.
В 1950—1952 гг. — заведующий Ждановским районо.
В 1952—1954 гг. — первый секретарь Ждановского райкома КПСС города Ленинграда.
В 1954—1960 гг. — работник аппарата ЦК КПСС.
В 1960—1961 гг. — второй секретарь Тульского обкома КПСС.
В 1961—1963 гг. — руководитель группы инспекторов комиссии государственного контроля Совета Министров РСФСР по Владимирской области.
В 1963—1964 гг. — председатель комитета партийно-государственного контроля Владимирского промышленного обкома КПСС.
В 1964—1969 гг. — заместитель председателя Владимирского облисполкома.
Делегат XXII съезда КПСС.
Умер после 1969 года.

## Награды
- Орден Знак Почёта (дважды)